# Zamoście (Bełchatów)
Osiedle Zamoście – dawna wieś włączona w granice administracyjne Bełchatowa pod koniec lat osiemdziesiątych XX wieku.

## Historia
Zamoście zostały pierwszy raz opisane w księgach parafii Grocholice. Opisują wybudowanie w 1562 roku Kościoła szpitalnego pw. Ducha Świętego na Zamościu, który spłonął w 1781 roku. W 1822 roku na Zamościu (dziś ul. Wojska Polskiego) urządzono cmentarz parafii Wszystkich Świętych w Grocholicach. Pierwszy pochówek na tym terenie odbył się 7 maja 1822 roku. Chociaż w 1878 roku cmentarz powiększono, to już w 1893 roku okazał się zbyt mały. Brak możliwości powiększenia spowodował konieczność wyboru kolejnego miejsca. Aktualnie cmentarz jest dostępny do pochówku zmarłych. Znajduje się na nim kilka zabytkowych nagrobków oraz groby powstańców z 1863 roku.
1 stycznia 1925 wieś z osadą pokarczemną Zamość wyłączono wraz z Bełchatowem i innymi miejscowościami z gminy Bełchatówek i włączono do restytuowanego miasta Bełchatów.

## Położenie
Osiedle Zamoście graniczy od wschodu z Grocholicami, granica osiedla przebiega przy moście nad rzeką Rakówką u zbiegu ulic Zamoście i Wojska Polskiego. Od północnego wschodu sąsiaduje ze Zdzieszulicami i osiedlem Binków, granicę stanowią tory kolejowe przebiegające prostopadle do ulicy Wojska Polskiego. Na północ od Zamościa usytuowane jest osiedle Przytorze. Od zachodu graniczy z Osiedlem Ludwików, a od południa granicę stanowią ulice Wichrowa i Brzozowa, na styku z wsią Poręby.